# ساندره
ساندره (به لهستانی:  Sądry) یک روستا در لهستان است که در گمینا مرانگووو واقع شده‌است.